# مسجد میدان مقصودیه
مسجد میدان مقصودیه مربوط به دوره صفویان است و در تبریز، خیابان امام، خیابان تربیت، روبروی کوچه کرباسی واقع شده و این اثر در تاریخ ۷ مهر ۱۳۸۱ با شمارهٔ ثبت ۶۱۷۳ به‌عنوان یکی از آثار ملی ایران به ثبت رسیده‌است.
بنای اصلی مسجد میدان مقصودیه شامل سه قسمت می‌باشد که با طاقهای آجری از نوع قوس ده قسمت و پوشش گنبد از نوع طاق گلودرهم و ستونها و سرستونهای تراشیده شده سنگی در دوره صفویان ساخته شده‌است.
این مسجد در طول زمان در اثر حوادث ناگواری چون زلزله و رانش زمین دچار ناپایداری و تخریب شده بود که در سالهای ۱۳۷۶ و ۱۳۸۴ و ۱۳۸۸ توسط میراث فرهنگی تبریز در سه مرحله مرمت و بازسازی شده‌است.